# Hedwige de Sajonia
Hedwige de Sajonia también Hadwise d'Avoye y Elizabeth d’Avoye, Hatua o Avoia (nacida en 910 o 922-fallecida en 959 o el 10 de mayo de 965), hija de Enrique I el Pajarero, rey de la Francia Oriental y de su segunda esposa Matilde, hija del conde Dietrich de Ringelheim.
Era hermana de Otón I, emperador del Sacro Imperio Romano Germánico, del duque Enrique I de Baviera, del arzobispo Bruno de Colonia y de Gerberga de Sajonia, esposa de Luis IV de ultramar.
En 938, se casó con Hugo el Grande (897-956), marqués de Neustria y duque de los Francos. 
De este matrimonio nacieron:
- Beatriz, casada con Federico I de Bar,
- Hugo Capeto, rey de Francia en 987
- Emma, casada en 960 con Ricardo I, Duque de Normandía
- Otón y Eudes-Enrique, duques de Borgoña.

Al enviudar de Hugo, casó en segundas nupcias con el señor normando Hamon de Creully. De este matrimonio nació:
- Robert FitzHamon de Crevecoeur.[4]